# Ernest Massiou
Antoine Ernest Massiou est un architecte français né le 28 novembre 1826 à La Rochelle et décédé le 2 avril 1903 à La Rochelle.

## Biographie
Ernest Massiou est le fils de Louis Eutrope Massiou, entrepreneur de travaux publics, maire de Saint-Rogatien, et de Marie Brossard (sœur d'Antoine Brossard).
Admis à l'École des beaux-arts de Paris en 1846, il étudie dans l'atelier de Joseph Uchard et se lie d'amitié avec William Bouguereau.
Architecte adjoint de la Ville de La Rochelle et architecte départemental pour l'arrondissement de La Rochelle en 1851, il est chargé des travaux aux bâtiments départementaux des arrondissements de La Rochelle, Rochefort et Marennes l'année suivante, avant d'être nommé architecte en chef du département de la Charente-Inférieure (1855-1873). En 1873, il est nommé architecte diocésain, puis, en 1897, architecte ordinaire des monuments historiques.
Membre de la commission consultative des travaux publics du département dès sa création, de l'Union syndicale des architectes français et de la Caisse de défense mutuelle des architectes, il est l'un des fondateurs de la Société régionale des architectes du Poitou et de la Saintonge (1889) et directeur du musée de peinture de La Rochelle.

## Œuvres
- Achèvement de la cathédrale Saint-Louis de La Rochelle, avec son oncle Antoine Brossard
- Restauration et reconstruction partielle de l'évêché de La Rochelle
- Chapelle du séminaire de La Rochelle
- Restauration de l'hôtel de ville de La Rochelle, avec Lisch et Ballu
- Restauration des tours de La Rochelle, avec Lisch et Ballu
- Restauration de la Maison Henri II, La Rochelle
- Restauration de l'église Notre-Dame de Surgères
- Restauration de l'église Saint-Martin d'Esnandes
- Restauration de l'église de La Couarde-sur-Mer
- Restauration de l'église de Saint-Clément-des-Baleines
- Restauration de l'église Notre-Dame-de-l'Assomption de Sainte-Marie-de-Ré
- Restauration de l'église Saint-Cybard de Périgny
- Restauration de l'église de La Ronde
- École maternelle Arcère, La Rochelle
- Chapelle Saint-Maurice, La Rochelle (1875)

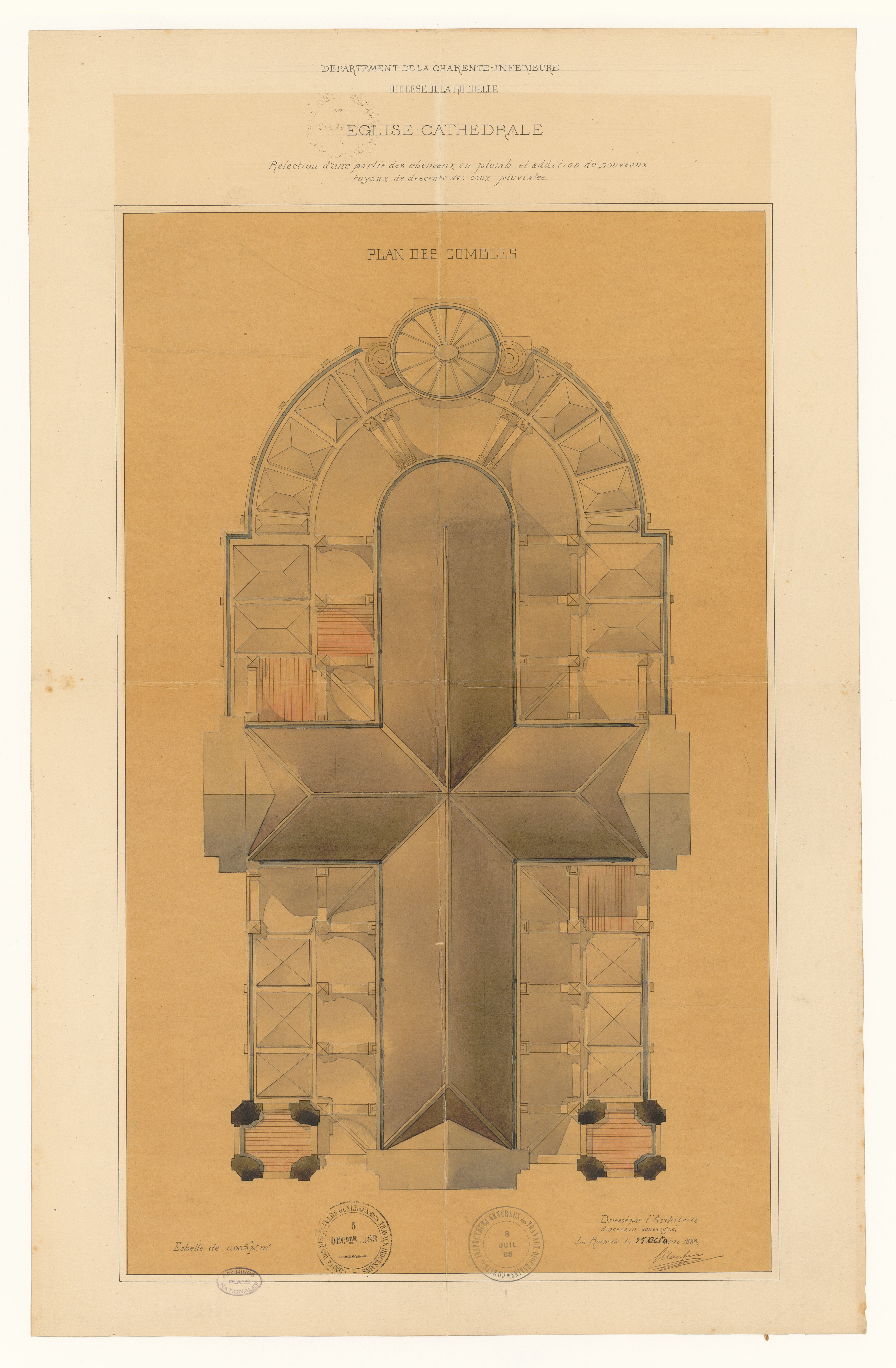
Plan des combles de la cathédrale de La Rochelle (1883).
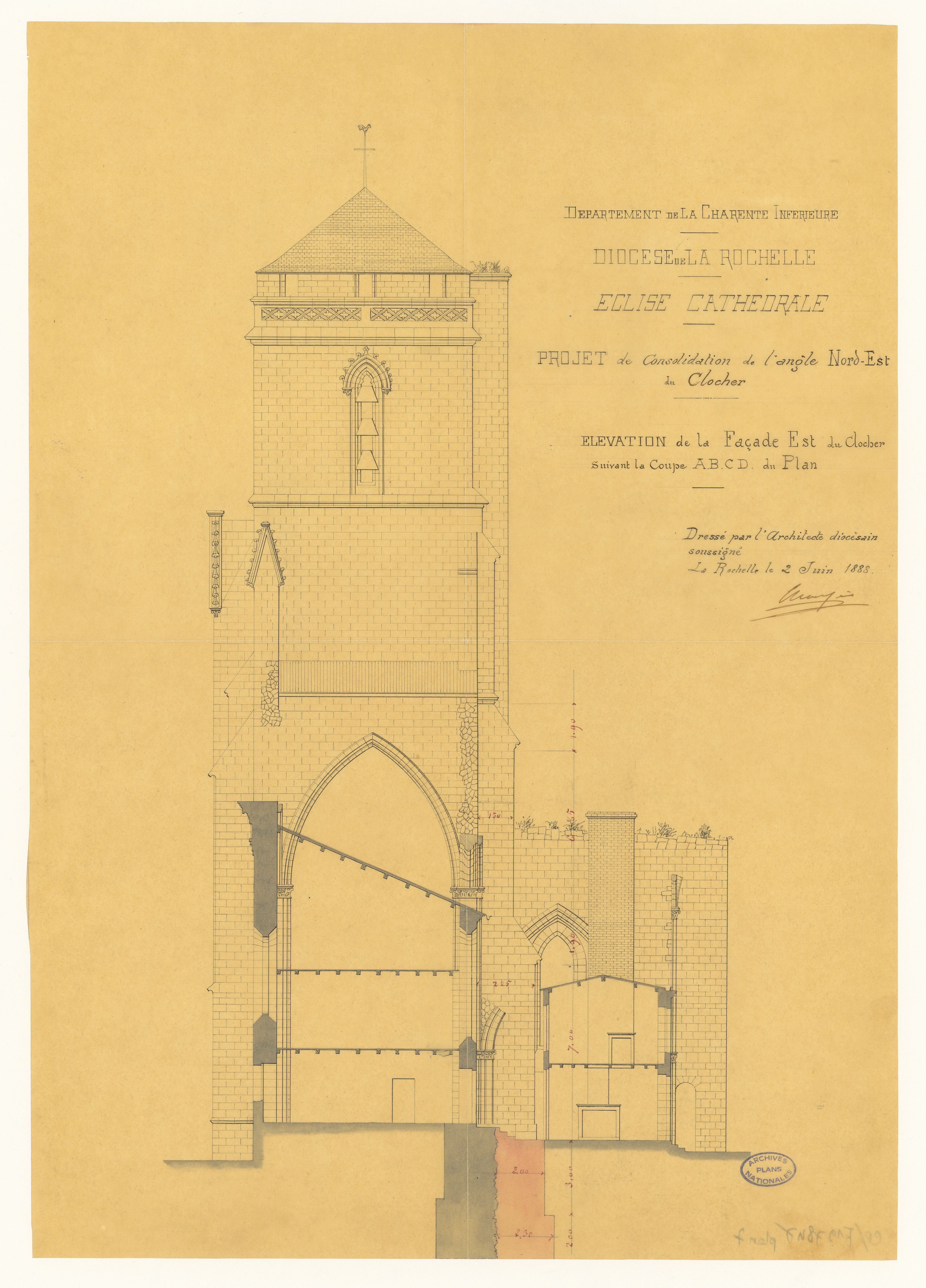
Élévation de la façade du clocher de la cathédrale de La Rochelle (1888).
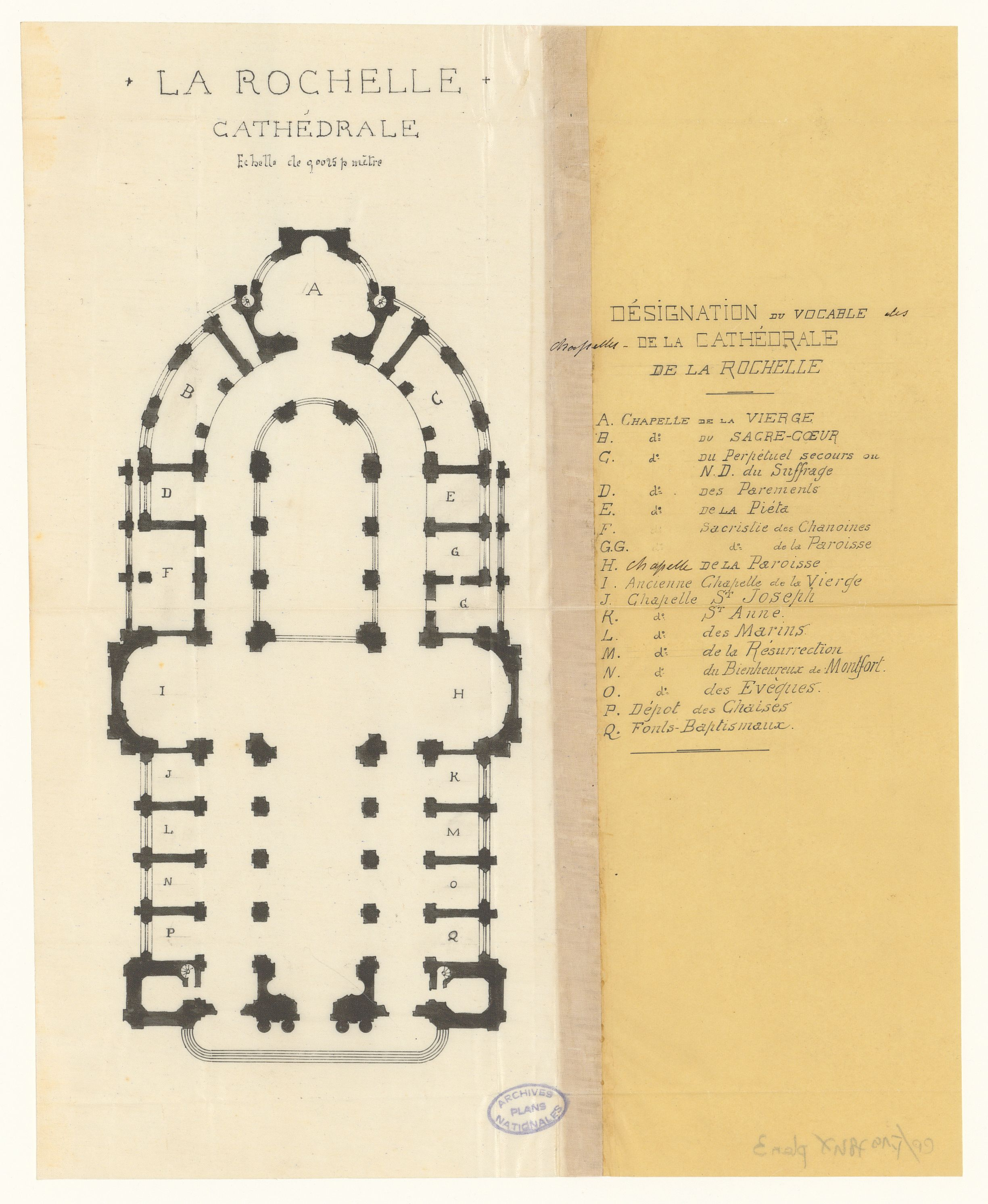
Vocables des chapelles de la cathédrale de La Rochelle (1888).
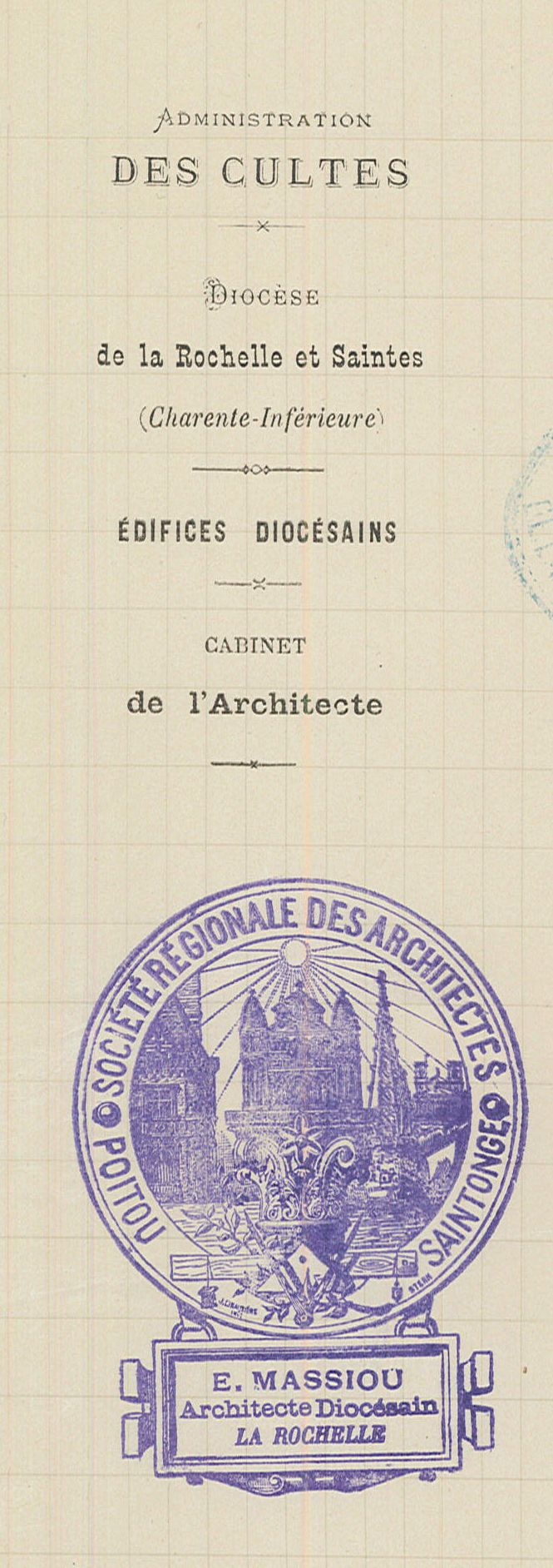
Tampon de l'architecte Ernest Massiou.

## Sources
- Bunel,  Recueil de la Commission des arts et monuments historiques de la Charente-Inférieure, t. XVI, 1902-1904, pp. 320-322
- Bulletin de la Société des Archives historiques de la Saintonge et de l’Aunis, 1903, p. 173
- Dictionnaire biographique des Charentais, Paris, Le Croît vif, 2005.